# .na
.na je vrhovna internetska domena (country code top-level domain - ccTLD) za Namibiju. Domenom upravlja Omadhina Internet Services.

## Vanjske poveznice
- IANA .na whois informacija  Arhivirana inačica izvorne stranice od 19. travnja 2006. (Wayback Machine)